# Eggesford (stacja kolejowa)
Eggesford – stacja kolejowa we wsi Eggesford, w hrabstwie Devon na linii kolejowej Tarka Line. Jest mijanką na jednotorowej linii. Stacja niewyposażona w sieć trakcyjną.

## Ruch pasażerski
Stacja w Eggesford obsługuje ok. 33 548 pasażerów rocznie (dane za rok 2021/2022). Posiada bezpośrednie połączenia z Exeterem, Crediton i Barnstaple. Pociągi odjeżdżają ze stacji co godzinę.

## Obsługa pasażerów
Automaty biletowe, przystanek autobusowy, kasa biletowa.